# Trimble 3D Warehouse
Trimble 3D Warehouse (fino al 26 aprile 2012 Google 3D Warehouse) è un sito web correlato a Trimble SketchUp, dove i modellatori possono caricare, scaricare e condividere modelli 3D. È stato creato il 24 aprile 2006.
Il sito permette di creare collezione di modelli e usa algoritmi per determinare modelli similari.

## La vendita a Trimble
Dopo la vendita di Google SketchUp a Trimble Navigation (26 aprile 2012) anche questo servizio è stato venduto alla medesima società che ne ha così cambiato il nome in Trimble 3D Warehouse. Dopo la vendita Google e Trimble hanno deciso di collaborare per lo sviluppo e il miglioramento delle attuali funzioni che offre il programma.